# Джонссон, Дэвид
Дэ́вид Джо́нссон (англ. David Jonsson; род. 4 сентября 1993, Большой Лондон, Англия, Великобритания) — британский актёр и продюсер, наиболее известный по роли Энди в фильме «Чужой: Ромул» (2024). Лауреат премии BAFTA в номинации «Восходящая звезда» (2025).

## Ранние годы
Джонссон родился и вырос в районе Доклендс в Лондоне. Его отец работал IT-инженером, а мать — офицером столичной полиции. Он младший из четырёх детей в семье — у него есть старший брат и две старшие сестры. Джонссон имеет нигерийские, сьерра-леонские, креольские, карибские и шведские корни. 
В детстве он часто сталкивался с трудностями, провёл несколько месяцев в центрах для трудных подростков и в итоге был исключён из школы. После этого Джонссон перевёлся в школу на другом конце города, в Хаммерсмит, в надежде на новый старт. Ранее он увлекался спортом, но в новой школе начал участвовать в театральных постановках, таких как «Ричард II» и мюзикл «Кабаре», что стало его первыми шагами в театральном искусстве. Учитель драмы познакомил его с пьесой Сары Кейн «Подорванные», которая перевернула его жизнь. В 16 лет он получил полную стипендию и поступил в Американскую академию драматического искусства в Нью-Йорке, где провёл два года. Живя в Нью-Йорке, он пробовал снимать короткометражные фильмы о катании на скейтборде в Вашингтон-Сквер-парке и на Нижнем Ист-Сайде.  
Вернувшись в Лондон в 18 лет, Джонссон работал в розничной торговле и присоединился к Национальному молодёжному театру. Благодаря увлечению кинопроизводством, он получил стипендию от программы Warner Bros. Creative Talent Program для обучения в Королевской академии драматического искусства, которую окончил в 2016 году, получив степень бакалавра искусств в области актёрского мастерства.  

## Карьера
В 2013 году, будучи участником Национального молодёжного театра, Джонссон получил главную роль в пьесе по роману Стивена Келмана «Голубиный английский», номинированному на премию Букера. В 2016 году, после окончания Королевской академии драматического искусства, он дебютировал на профессиональной сцене, сыграв Уильяма Дэвидсона в пьесе Фридриха Шиллера «Мария Стюарт» в постановке Роберта Ика в театре Алмейда. В 2017 году Джонссон впервые сыграл на Вест-Энде в пьесе «Дон Жуан в Сохо» вместе с Дэвидом Теннантом в театре Уиндема. В начале 2018 года он вернулся в постановку «Мария Стюарт», которая была перенесена в театр Герцога Йоркского.
В 2018 году Джонссон впервые появился на телевидении, сыграв в двух эпизодах детективного сериала ITV «Индевор». В том же году он написал сценарий, выступил режиссёром и исполнил главную роль в короткометражном фильме «Gen Y». В 2019 году он сыграл второстепенную роль во втором сезоне сериала «Тайная власть». В 2021 году Джонссон получил премию Black British Theatre Awards за роль в спектакле «и дыши...» в театре Алмейда. В период с 2020 по 2022 год он исполнял одну из главных ролей в первых двух сезонах сериала «Индустрия».
В 2023 году дебютировал в полнометражном кино, сыграв в романтической комедии «Улица ржи», премьера которой состоялась на кинофестивале Сандэнс и была высоко оценена критиками. В том же году он стал одним из лауреатов премии «Человек года» по версии British GQ, вошёл в список «Яркие молодые таланты» журнала Tatler и был назван «Звездой завтрашнего дня» изданием Screen International.
В 2024 году Джонссон исполнил главную роль в научно-фантастическом фильме Феде Альвареса «Чужой: Ромул», а также снялся в бельгийско-ирландской исторической драме «Бонхеффер». В том же году стало известно, что он сыграет в экранизации романа Стивена Кинга «Долгая прогулка», премьера которой в кинотеатрах США запланирована на 12 сентября 2025 года. Кроме того, актёр сообщил, что работает над своим первым телевизионным сценарием для комедийно-драматического сериала «Хайп» совместно с Clerkenwell Films.
В январе 2025 года стало известно, что Джонссон исполнит главную роль в режиссёрском дебюте певца Фрэнка Оушена, съёмки которого стартовали в Мехико в начале 2025 года. В 2025 году получил премию BAFTA в категории «Восходящая звезда».

## Фильмография

### Кино
| Год  |     | Русское название | Оригинальное название | Роль                            |
| ---- | --- | ---------------- | --------------------- | ------------------------------- |
| 2018 | кор | —                | Gen Y                 | Тео, сценарист, режиссёр        |
| 2023 | ф   | Улица ржи        | Rye Lane              | Дом                             |
| 2023 | кор | —                | Pray                  | Кристофер                       |
| 2024 | кор | Мясная кукла     | Meat Puppet           | Оз                              |
| 2024 | ф   | Чужой: Ромул     | Alien: Romulus        | Энди                            |
| 2024 | ф   | Бонхеффер        | Bonhoeffer            | Фрэнк Фишер                     |
| 2025 | ф   | Долгая прогулка  | The Long Walk         | Питер Макврайс                  |
|      | ф   | —                | Alien: Romulus 2      | Энди                            |
|      | ф   | —                | Scandalous!           | Сэмми Дэвис-мл.                 |
|      | ф   | —                | Wasteman              | Тэйлор, исполнительный продюсер |

### Телевидение
| Год       |   | Русское название | Оригинальное название | Роль            |
| --------- | - | ---------------- | --------------------- | --------------- |
| 2018      | с | Индевор          | Endeavour             | Кромвелл Эймс   |
| 2019      | с | Тайная власть    | Deep State            | Айзек Тёрнер    |
| 2020—2022 | с | Индустрия        | Industry              | Гас Саки        |
| 2023      | с | Убить легко      | Murder Is Easy        | Люк Фитцуилльям |
| 2024      | с | —                | The Road Trip         | Маркус          |

### Театр
| Год       | Русское название | Оригинальное название | Роль           | Площадка                                  | Ист.   |
| --------- | ---------------- | --------------------- | -------------- | ----------------------------------------- | ------ |
| 2016—2018 | Мария Стюарт     | Mary Stuart           | Вильям Девисон | Театр «Алмейда» / Театр Герцога Йоркского | [ 29 ] |
| 2017      | Дон Жуан в Сохо  | Don Juan in Soho      | Кол            | Театр Уиндема                             | [ 30 ] |
| 2021      | и дыши...        | and breathe...        | Джуниор        | Театр «Алмейда»                           | [ 31 ] |

## Награды и номинации
Полный список наград и номинаций на IMDb.
| Год  | Награда                              | Категория                                                            | Работа       | Результат |
| ---- | ------------------------------------ | -------------------------------------------------------------------- | ------------ | --------- |
| 2021 | Black British Theatre Awards         | Лучшая мужская роль в пьесе                                          | и дыши...    | Победа    |
| 2023 | Премия GQ "Men of the Year"          | Человек года                                                         |              | Победа    |
| 2023 | Премия британского независимого кино | Лучшее совместное исполнение главной роли (совместно с Вивиан Опара) | Улица ржи    | Номинация |
| 2025 | BAFTA                                | Восходящая звезда                                                    |              | Победа    |
| 2025 | Суперпремия «Выбор критиков»         | Лучший киноактёр в научно-фантастическом/фэнтези фильме              | Чужой: Ромул | Номинация |
| 2025 | Премия «Сатурн»                      | Лучший киноактёр второго плана                                       | Чужой: Ромул | Номинация |